# Vorskla
El riu Vorskla (en rus: Ворскла; en ucraïnès: Ворскла; en polonès: Worskla) és un afluent del riu Dniéper, que neix a Rússia i flueix a través d'Ucraïna. Té una longitud de 464 km i una conca hidrogràfica de 14.700 km². En la seva major part és navegable entre el seu delta i Kobeliaki.
El 1399, la batalla del riu Vorskla va tenir lloc a la zona. El 1709, la ciutat de Poltava, a la riba del riu, va ser assetjada per Carles XII.
Els afluents d'aquest riu són: (per la dreta): Vorsklitsia, Boromlia, (per l'esquerra): Merlo, Kolomak i Tahamlik.
Les grans ciutats ubicades al llarg del mateix són: Poltava, la capital de l'óblast de Poltava, Ojtirka i Kobeliaki.